# Deutscher Volleyball Verband
Deutscher Volleyball Verband (DVV) är ett specialidrottsförbund för volleyboll, beachvolley och snowvolley i Tyskland. De strävar också att ha nära samarbete med organisationer inom parasport kopplad till volleyboll Förbundet grundades 1955 och är medlem i Deutscher Olympischer Sportbund (DOSB, Tysklands olympiska kommitté), Fédération Internationale de Volleyball (FIVB) och Confédération Européenne de Volleyball (CEV). 
Med 382 784 medlemmar är DVV det femtonde största förbundet i DOSB 2021 och det tredje största bland lagsporterna (efter fotboll och handboll, men före basketboll och landhockey). Både antalet individuella medlemmar och antalet lag har minskat sedan millennieskiftet, då det hade en topp på över 500 000 medlemmar och över 11 000 aktiva lag. Antalet klubbar har varit mer stabilt med omkring 5 000 klubbar
Förbundet organiserar de ligor som finns (antingen direkt, eller via Volleyball-Bundesliga för elitligorna). De organiserar också de landslag som finns (se Tysklands damlandslag i volleyboll och Tysklands herrlandslag i volleyboll) och utser deltagare vid internationella mästerskap.